# バラマンディ
バラマンディ （学名 Lates calcarifer） は、アカメ科に属する魚の一種。インド太平洋の熱帯域に分布する沿岸性の大型肉食魚で、東南アジアやオーストラリア北部では釣りや食用の対象として重要な魚である。

## 別名
観賞魚として流通する際は、輸入元の国名を冠してオーストラリアンアカメ、オーストラリアアカメ、オーストラリアンラテス、インディアンアカメ、インドアカメ、インディアンラテスなどと呼ばれる。
一部の熱帯魚店などで、シーパーチと呼ばれることもあるが、シーパーチとは、主にメバルやその他のメバル科の魚を表す言葉で正式にはバラマンディである。
バラムンディとも呼ばれるが、アロワナの仲間のバラムンディの名を冠した魚（ノーザンバラムンディ：Scleropages jardinii、スポッテッドバラムンディ：Scleropages leichardti）とは無縁である。

## 特徴

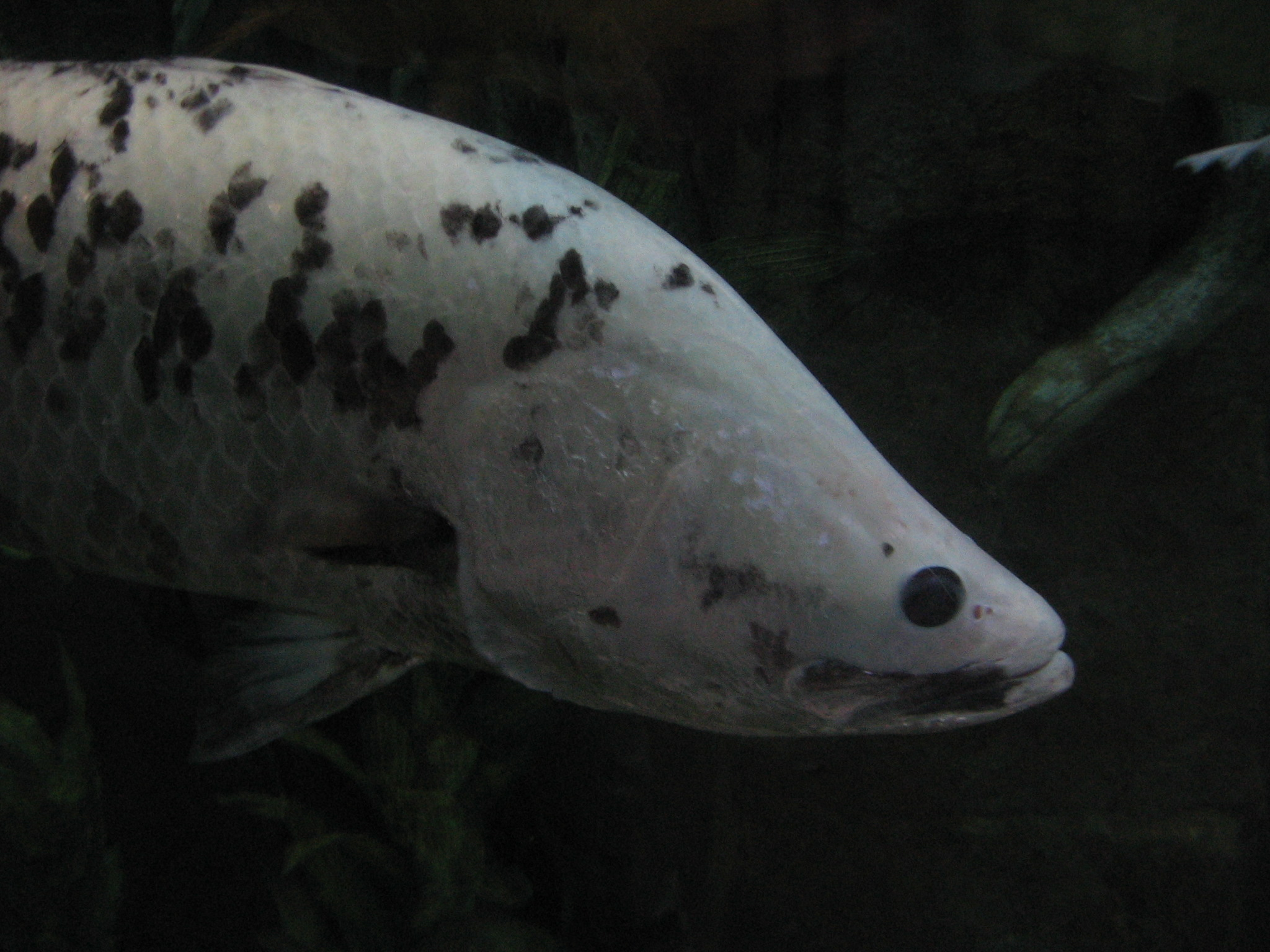
バラマンディ パイボールド カラー 変種

成魚は全長2メートル・体重60キログラム以上に達する。体は側扁し体高が高い。口が大きく、下顎が上顎より前に出る。
日本に分布するアカメ L. japonicus の同属種である。両種はよく似ているためかつては同種とみられていたが、研究の結果アカメが1984年に新種として分けられた。目に照明を当てるとアカメは赤く光るがバラマンディは赤ではなく金色に光る。また臀鰭の3棘条のうちアカメは2番目が長いのに対し、バラマンディは3番目が長い。

### 生態
ペルシャ湾東岸から中国南部・台湾、南はオーストラリア北部まで、東インド洋と西太平洋の熱帯域に広く分布する。
塩分に対して幅広い適応性があり、沿岸の浅海・汽水域・河川を往来しながら生活している。食性は肉食性で、小魚・甲殻類などを捕食する。幼魚は河川の水生昆虫も食べる。また、成長に伴い雄から雌へ性転換する（雄性先熟）。
生息地周辺では重要な食用魚として漁獲されており、癖のない白身から様々な料理に用いられる。また小魚を貪食することから、ルアーフィッシングの好対象魚にもなっている。